# Thierberg (Vogtland)
Der Thierberg ist ein 785,5 m ü. NHN hoher Berg im Vogtland, der geographisch zum Westerzgebirge gehört.

## Lage und Umgebung
Der Berg liegt im Naturpark Erzgebirge-Vogtland und wird im Osten durch das Tal der Kleinen Pyra mit den Ortsteilen Jägersgrün und Tannenbergsthal der Gemeinde Muldenhammer begrenzt. Im Norden fällt der Hang zum Tal der Zwickauer Mulde steil ab. Im Westen befindet sich der Ortsteil Friedrichsgrün. Nach Südwesten fällt der Hang flach ab zum sich anschließenden Runden Hübel.
An der südlichen Bergflanke im Tal des Thierbaches befindet sich eine Quelle, aus der radiumhaltiges Wasser zutage tritt. Die überdachte Quelle und das umliegende Picknick-Areal sind ein beliebtes Ausflugsziel.

## Aussicht

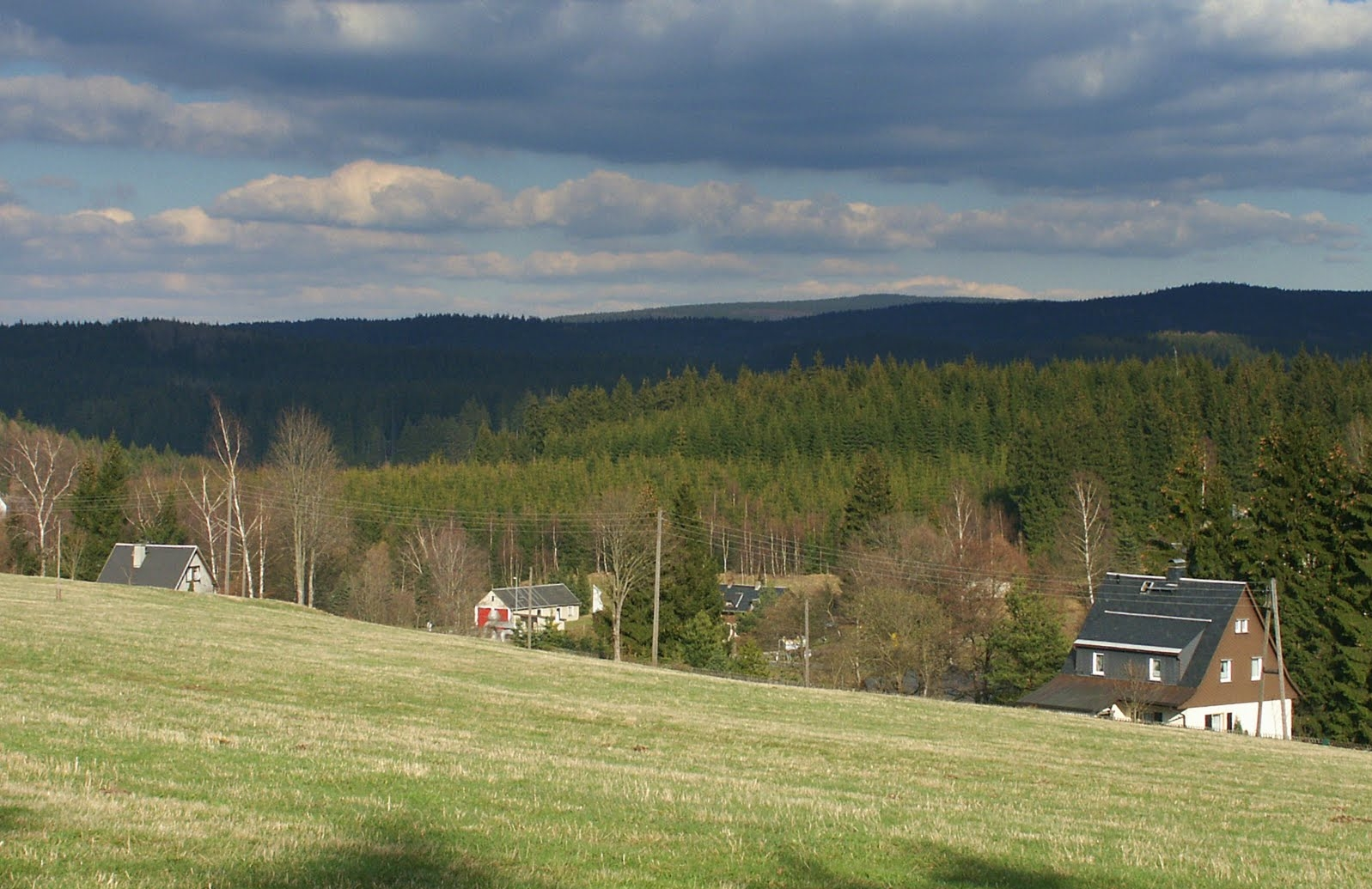
Blick vom Osthang auf Jägersgrün

Verschiedene Waldwege führen auf den baumbestandenen Gipfel des vollständig bewaldeten Berges, der nur den Blick nach Nordwesten auf den Ortsteil Friedrichsgrün freigibt. Vom Osthang oberhalb von Jägersgrün öffnet sich der Blick auf den Hauptkamm des Erzgebirges.

## Geschichte
An der Nordseite des Thierbergs verläuft im Muldental die 1994 stillgelegte Bahnstrecke Chemnitz-Aue-Adorf.
Ein beträchtlicher Teil des Fichtenbestandes an der Nordflanke wurde am 22. Juni 1998 zusammen mit dem Bestand im angrenzenden Muldental durch eine Windhose vernichtet, durch die auch der Bahnhof in Jägersgrün zerstört wurde.

## Geologie
Die Quelle am Thierberg entspringt dem Eibenstocker Turmalingranit des hiesigen Untergrunds. Ehemalige Versuche zu ihrer wirtschaftlichen Nutzung unternahm eine Firma aus Berlin. Sie brachte das Mineralwasser unter dem Namen „Thierbergquell“ in den Handel und hoffte auf einen längeren Erfolg. Eine Untersuchung aus dem Jahre 1938 erbrachte die Erkenntnis, dass der Radongehalt nur gering war, so dass ein Versand in Flaschen als nicht mehr vertretbar angesehen wurde. Dagegen sprach sich die Begutachtung für eine Nutzung zu Kurbadzwecken aus, die sich jedoch nicht ergab.
Das im Wasser der „Radiumquelle“ enthaltene Radon entsteht beim radioaktiven Zerfall von Uran, welches im Granit als Uranmineralisation enthalten ist. Der austretende Radongehalt ist Schwankungen unterworfen, da die Schüttungsmenge der Quelle variiert. Am Thierberg wurde in der Neuzeit kein Bergbau betrieben. Im wenige Kilometer südlich gelegenen Gebiet um den Schneckenstein wurde Uranerz gefördert.

## Bilder

Waldweg zwischen Jägersgrün und Friedrichsgrün
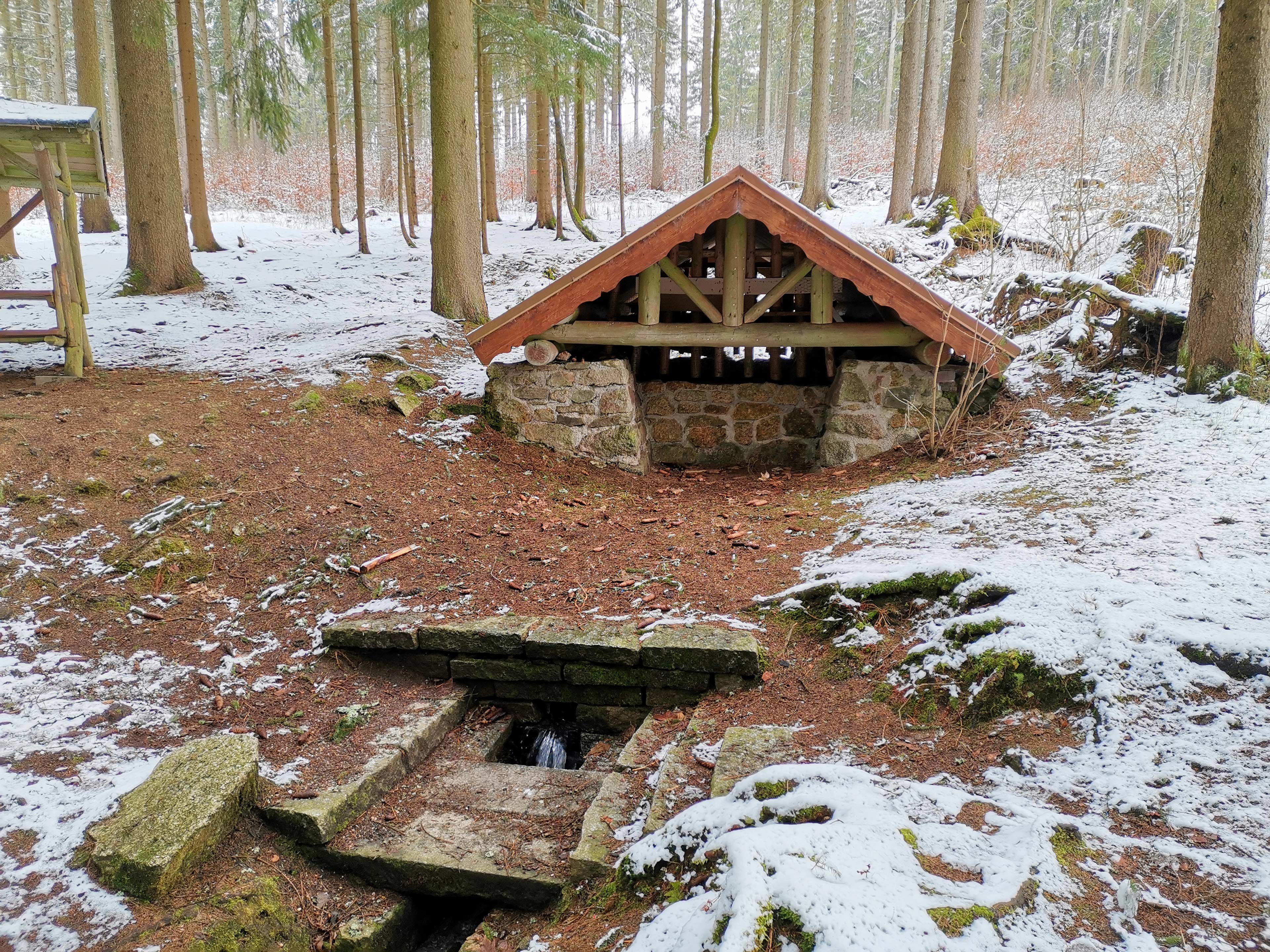
Brunnenfassung der Radiumquelle
Eisenbahnbrücke über die Zwickauer Mulde 1998 nördlich des Thierbergs
Eisenbahnbrücke über die Zwickauer Mulde 2009 nördlich des Thierbergs
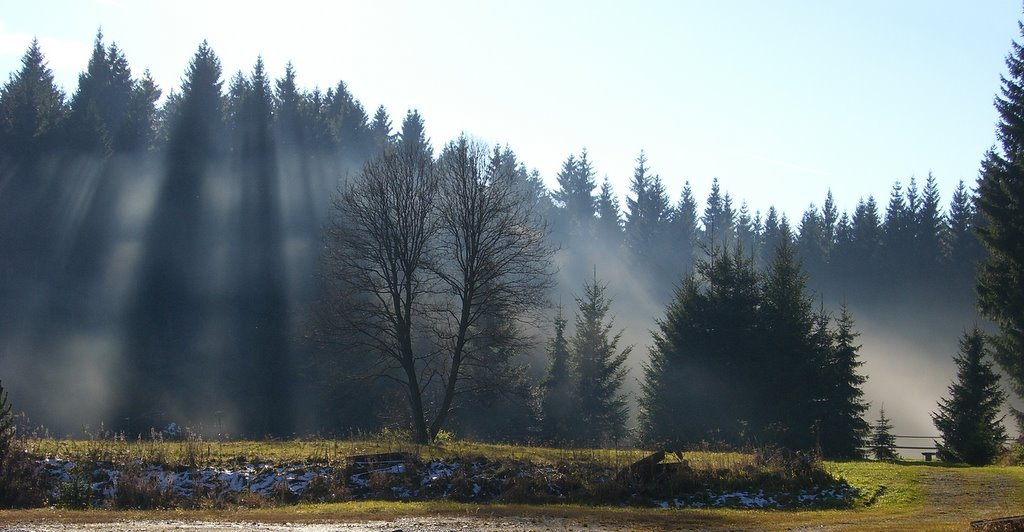
Am Thierteich unterhalb der Radiumquelle